# Marc Bressant
 (février 2022).
Patrick Imhaus, connu sous le nom de plume Marc Bressant, né le 30 mai 1938 à Neuilly-sur-Seine, est un diplomate, homme de télévision et écrivain français contemporain. Son roman La Dernière Conférence reçoit le Grand prix du roman de l'Académie française le 30 octobre 2008.

## Biographie
Patrick Imhaus nait le 30 mai 1938 à Neuilly-sur-Seine (Hauts-de-Seine). Après une scolarité au lycée Pasteur, il obtient le diplôme de Sciences Po ainsi qu'une maitrise d'économie à la Faculté de Droit-Panthéon (1959). Admis à l'ENA en 1959, il a été affecté en 1964 au ministre des Affaires étrangères.

## Diplomate
Secrétaire d'ambassade à Tokyo en 1967, il est nommé à Tunis en 1969, puis à la direction économique du ministère. De 1976, à 1982, il est responsable de l'action audiovisuelle à la Direction générale des affaires culturelles et du développement.
En février 1983, il devient directeur du cabinet du ministre de la communication, Georges Fillioud, poste qu'il quitte au début de l'année 1986.
Après un passage au ministère de la Coopération, il dirige la délégation française au Forum de l'information de la CSCE à Londres (avril-mai 1989). Mis à disposition de TV5-Monde de 1990 à 1998, il est ambassadeur de France à Stockholm de 1998 à 2003.

## TV5 Monde
En 1990, il est nommé président de TV5, chaine de télévision francophone à vocation européenne, filiale des chaînes publiques françaises, belge, suisse et canadienne. Il devient PDG de TV5 Monde quand la société élargit ses activités à l'ensemble du monde. Il quitte l'entreprise en juillet 1998.

## Ambassadeur
Il est ambassadeur de France en Suède de septembre 1998 à mai 2003,.

## Écrivain[5],[6]
Marc Bressant a publié, depuis 1990, huit romans et deux recueils de nouvelles aux éditions de Fallois. Il écrit également, en 2007, sous son nom (Patrick Imhaus) une biographie de Nicole Robinet de la Serve (1791-1842), figure historique engagée dans le combat contre l'esclavage dans l'île de la Réunion, territoire où l'auteur a une partie de ses racines familiales. Le livre est publié chez Michel de Maule, maison d'édition où Marc Bressant co-dirige la collection Je me souviens, dans laquelle il a écrit Les Funérailles de Victor Hugo (2012) et Mon cœur était français (2021).

### Ouvrages
- Mémoires d'un vieux parapluie, éditions de Fallois, 1990[9],[10]
- L'Anniversaire, éditions de Fallois, 1993[11], — prix Jean-Giono
- Un siècle sans histoire, éditions de Fallois, 1995[12]
- La Cinquième Porte, éditions de Fallois, 2004[13]
- Robinet de la Serve : L'énergumène créole, 2007, éditions Michel de Maule[N 1]
- La Dernière Conférence, éditions de Fallois, 2008[14] — Grand prix du roman de l'Académie française
- La Citerne[15], éditions de Fallois, 2009
- Assurez-vous de n'avoir rien oublié, éditions de Fallois, 2010[16]
- Le Fardeau de l'Homme blanc[17], éditions de l'Aube, 2011.
- Les Funérailles de Victor Hugo[18], éditions Michel de Maule, 2012
- Les Deux Raoul et les Autobus Blancs, Paris, Éditions Espaces et Signes, 2012[N 1].
- Brebis galeuses et moutons noirs, éditions de Fallois, 2014
- Désir d'enfant[19], éditions de Fallois, 2016
- Un si petit territoire, éditions de Fallois, 2017[20]
- Mon cœur était français, éditions Michel de Maule, 2021
- La cabane de l'anglais, éditions Herodios, 2021
- Robinet de La Serve par lui-même, Cicéron Éditions, 2022
- Bertha, Nobel et la Paix, éditions Espaces et Signes, 2023
- À la croisée de trois mondes, éditions Michel de Maule, 2024